# ТЕС Дохазарі-Калаїш
22°9′6″ пн. ш. 92°4′20″ сх. д. / 22.15167° пн. ш. 92.07222° сх. д.
ТЕС Дохазарі-Калаїш — теплова електростанція південному сході Бангладеш, яка належить державній компанії Bangladesh Power Development Board (BPDB).
У 21 столітті на тлі стрімкого зростання попиту в Бангладеш почався розвиток генеруючих потужностей на основі двигунів внутрішнього згоряння, які могли бути швидко змонтовані. Зокрема, в 2015-му у Дохазарі почала роботу електростанція потужністю 102 МВт, яка має 6 генераторних установок Wartsila W18V46GD потужністю по 17 МВт. У 2018/2019 році фактична чиста паливна ефективність ТЕС становила 39,9 %, при цьому фактична потужність знизилась вже до 51 МВт.
Як паливо станція використовує нафтопродукти.
Видача продукції відбувається по ЛЕП, розрахованій на роботу під напругою 132 кВ.